# Distrito electoral de Fanning (condado de Scotts Bluff, Nebraska)
Fanning (en inglés: Fanning Precinct) es un distrito electoral ubicado en el condado de Scotts Bluff en el estado estadounidense de Nebraska. En el Censo de 2010 tenía una población de 1042 habitantes y una densidad poblacional de 10,03 personas por km².

## Geografía
Fanning se encuentra ubicado en las coordenadas 41°57′21″N 103°45′37″O / 41.95583, -103.76028. Según la Oficina del Censo de los Estados Unidos, Fanning tiene una superficie total de 103.91 km², de la cual 103.7 km² corresponden a tierra firme y (0.2%) 0.21 km² es agua.

## Demografía
Según el censo de 2010, había 1042 personas residiendo en Fanning. La densidad de población era de 10,03 hab./km². De los 1042 habitantes, Fanning estaba compuesto por el 95.87% blancos, el 0.1% eran afroamericanos, el 0.77% eran asiáticos, el 2.78% eran de otras razas y el 0.48% pertenecían a dos o más razas. Del total de la población el 6.05% eran hispanos o latinos de cualquier raza.